# Jaromír Šimůnek
Jaromír Šimůnek (* 2. února 1955, Semily) je bývalý československý biatlonista.

## Závodní kariéra
Na XIII. ZOH v Lake Placid 1980 skončil v závodě jednotlivců na 10 km na 16. místě a ve štafetě na 4×7,5 km na 11. místě. Na XIV. ZOH v Sarajevu 1984 skončil v závodě jednotlivců na 20 km na 25. místě a ve štafetě na 4×7,5 km na 6. místě. Na XV. ZOH v Calgary 1988 skončil v závodě jednotlivců na 10 km na 34. místě.